# Caldwell County (Texas)
Caldwell County je okres ve státě Texas v USA. K roku 2010 zde žilo 38 066 obyvatel. Správním městem okresu je Lockhart. Celková rozloha okresu činí 1 417 km².